# والتر جارفيس
والتر جارفيس (بالإنجليزية: Walter Edward Howard Jarvis)‏ هو مجدف أسترالي، ولد في 3 يوليو 1895 في Evandale, South Australia ‏ في أستراليا، وتوفي في 18 فبراير 1985 في جسر موراي في أستراليا.

## وصلات خارجية
- والتر جارفيس على موقع الاتحاد الدولي للتجديف (الإنجليزية)
- والتر جارفيس على موقع أوليمبيديا (الإنجليزية)